# جان کلای
جان کلای (انگلیسی: Jon Clay؛ زادهٔ ۲۶ ژوئن ۱۹۶۳) دوچرخه‌سوار اهل بریتانیا است.
از افتخارات وی میتوان به کسب مدال برنز بخش تعقیبی تیمی در بازی‌های المپیک تابستانی ۲۰۰۰ اشاره کرد.